# Armand Baeyens
Armand Baeyens (Denderleeuw, 22 de juny de 1928 - 1 de juliol de 2013) va ser un ciclista belga que va ser professional entre 1946 i 1956 aconseguint 7 victòries, la més importants de les quals és una etapa del Tour de França.

## Palmarès
- 1949
  - Vencedor d'una etapa de la Volta a Catalunya
- 1950
  - Vencedor d'una etapa del Critèrium del Dauphiné Libéré
- 1951
  - Vencedor d'una etapa del Tour de França
  - 1r a Aaigem
- 1952
  - 1r a Denderhoutem
- 1953
  - 1r a Aaigem
- 1954
  - 1r a Aaigem

### Resultats al Tour de França
- 1950. 23è de la classificació general
- 1951. 40è de la classificació general. Vencedor d'una etapa